# Qatars Grand Prix
Qatars Grand Prix er et Formel 1-løb, som bliver kørt på Lusail International Circuit i byen Lusail, Qatar. Løbet blev kørt for første gang i 2021.

## Historie
Efter at Australiens Grand Prix 2021 blev aflyst som resultat af COVID-19 restriktioner, blev det valgt at der ville holdes et grand prix i Qatar som erstatning. Som del af erstatningen, blev det også aftalt at Formel 1 fra 2023 sæsonen ville lave en 10-årig kontrakt om at køre i Qatar.

## Vindere af Qatars Grand Prix
| År   | Kører          | Konstruktør  | Rapport      |
| ---- | -------------- | ------------ | ------------ |
| 2021 | Lewis Hamilton | Mercedes     | Rapport      |
| 2022 | Ikke afholdt   | Ikke afholdt | Ikke afholdt |